# Annakapelle (Dorfgastein)

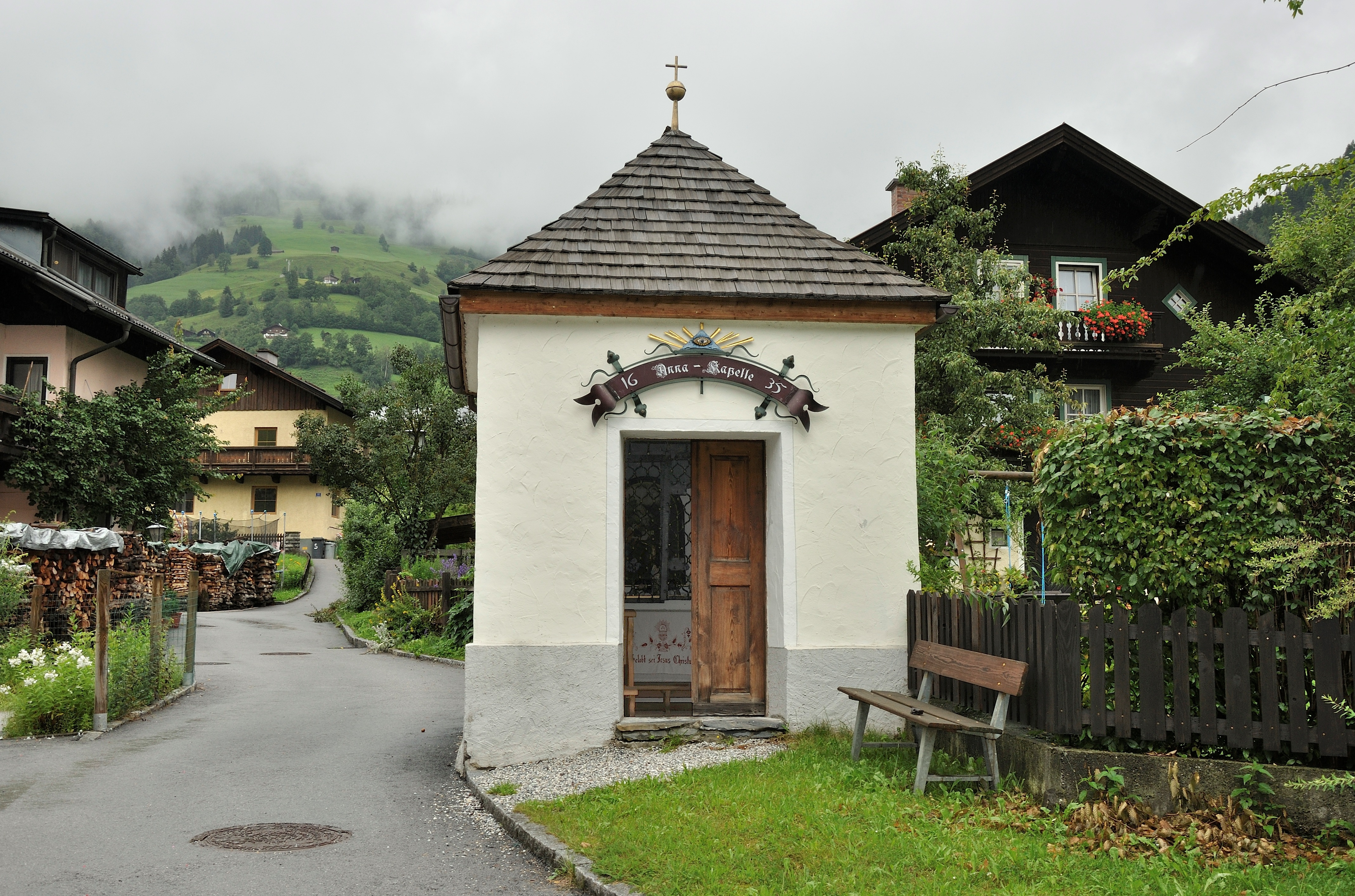
Annakapelle in Dorfgastein

Die Annakapelle im nördlichen Ortsbereich von Dorfgastein im Bezirk St. Johann im Pongau im Land Salzburg steht unter Denkmalschutz (Listeneintrag).

## Geschichte
Die Anna-Kapelle wurde nach bestimmten Quellen im Jahr 1635 errichtet. Demnach könnte sie eine Gedenkstätte zur furchtbaren Pestkatastrophe dieses Jahres sein, in deren Verlauf 127 von 187 Einwohnern verstarben.
Nach dem Zweiten Weltkrieg diente die Kapelle auch als Andachtsstätte der Heimkehrer.
In der Amtszeit von Bürgermeister Alfons Gruber wurde die Kapelle von dem damals in Dorfgastein lebenden Künstler Willi Stock restauriert.

## Beschreibung

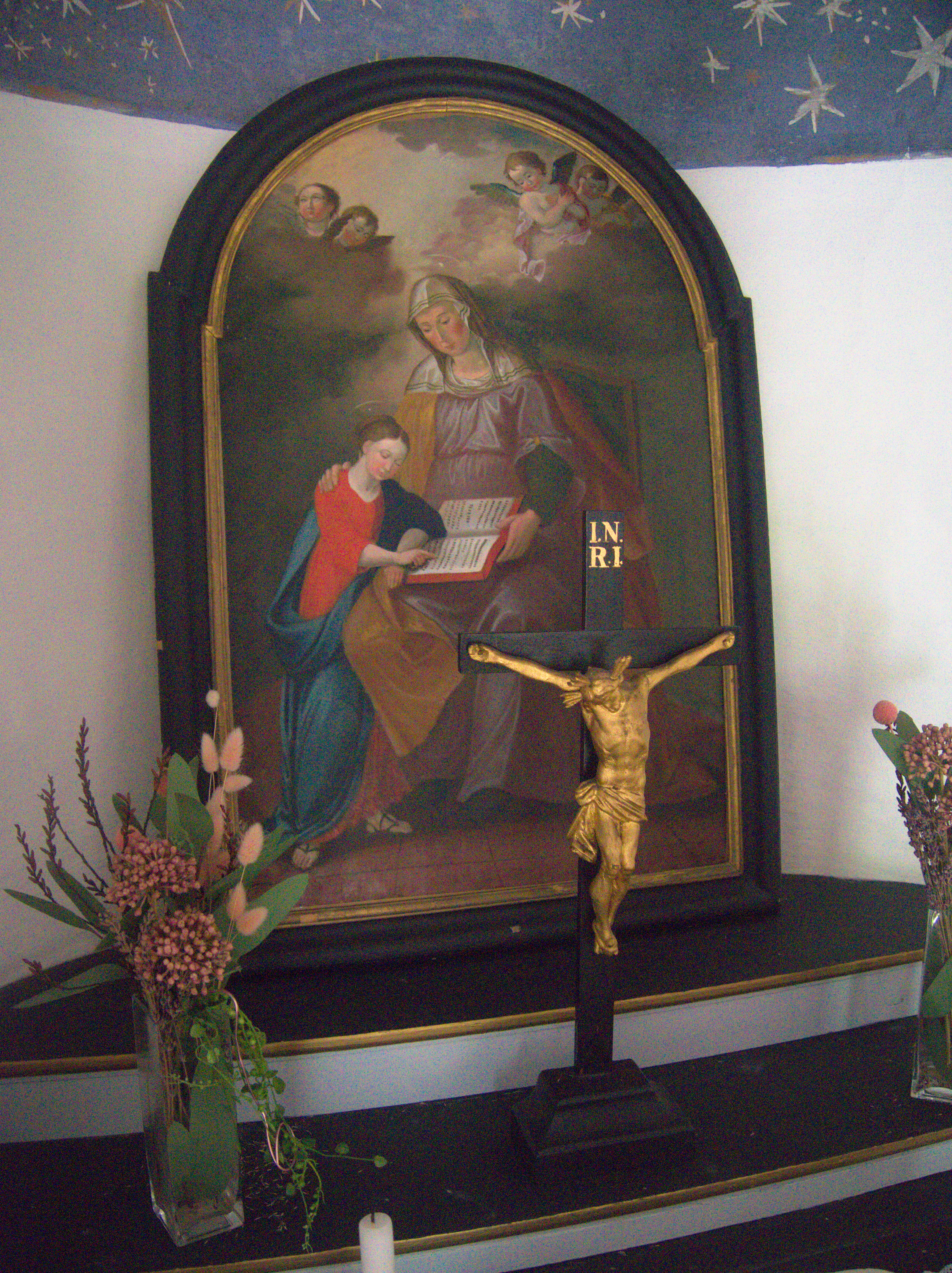
Altarbereich der Annakapelle

Die Annakapelle ist ein Rechteckbau mit Rundapsis mit Holzschindeldach.
Die rundbogige Altarnische ist mit einem alten Gitterwerk abgeschlossen.
Unter einem alten Holzbaldachin aus dem 18. Jahrhundert steht ein 58 mal 30 cm großes Ölbild mit der Darstellung der hl. Anna, das von Anton Posch († 10. Dezember 1864 in St. Johann im Pongau) geschaffen wurde. 
Die Anna-Kapelle ist die einzige Kapelle im Besitz der Pfarre (alle anderen Kapellen im Gemeindegebiet sind Privatkapellen).